# FuckTede/Glam Rap
FuckTede / Glam Rap – siódmy solowy album warszawskiego rapera o pseudonimie Tede. Ukazał się 24 czerwca 2010 nakładem wytwórni Wielkie Joł. Album składa się z dwóch płyt – pierwsza nosi nazwę FuckTede, a druga Glam Rap. Gościnnie pojawili się m.in. raperzy Eldo i Pezet, piosenkarka Natalia Lesz oraz zespół Molesta Ewenement.
Nagrania były promowane teledyskami do utworów „Dokąd idziesz Polsko?”, „22” bccustom”, „Kalash”, „Glam rap” i „Imprezowy automat”.
Płyta dotarła do 2. miejsca polskiej listy przebojów – OLiS. 8 września 2010 roku płyta uzyskała w Polsce status złotej. W 2011 roku płyta uzyskała nominację do nagrody VIVA Comet w kategorii „Album roku”. Płyta otrzymała ponadto nominację do Polskiej Rap Płyty Roku 2010 w plebiscycie audycji Polskiego Radia Szczecin – WuDoo oraz branżowego portalu Hip-hop.pl.
Singiel „Kalash” został nominowany do Singla roku 2010 w plebiscycie WuDoo i Hip-hop.pl. Singiel „Dokąd idziesz Polsko?” uzyskał nominację do nagrody Yacha w kategorii Innowacja.

## Lista utworów
Opracowano na podstawie materiału źródłowego.
| FuckTede 1. „Intro” – 2:05 2. „Kalash” – 3:56 3. „Gryzę się w język” – 4:05[A] 4. „WWR (wjebany w rap)” (gościnnie Agata Malcherek) – 3:07 5. „Muzyka miejska” (gościnnie Pezet, Seta) – 4:17 6. „Inne getto” (gościnnie Jaman) – 4:36 7. „Warszafski styl” (gościnnie Molesta Ewenement) – 3:20 8. „50 zet” – 3:50 9. „To nie film” (gościnnie WdoWa, Eldo) – 4:11 10. „P.S.P.M.” – 4:25 11. „Mikrofon” – 3:52 12. „Dokąd idziesz Polsko?” – 5:01[B] 13. „Mixtejp” (gościnnie Numer Raz) – 3:46 14. „Non Omnis Moriar” (gościnnie Sir Michu) – 3:55 |  | Glam Rap 1. „Ja mój walkman i mój N2" (gościnnie Mrozu) – 8:35[C] 2. „Glam rap” (gościnnie Natalia Lesz) – 6:04 3. „La la la lachon” – 6:31 4. „Wielcy ludzie” (gościnnie Seta) – 6:31[D] 5. „Przelot” (gościnnie Zgrywus) – 5:13 6. „Imprezowy automat” – 7:13 7. „22"BCCustom” – 4:49 8. „Superman” (gościnnie Seta) – 6:06 9. „Kocham ten styl WJ” (gościnnie Zgrywus) – 5:50 10. „Weź się nim zajmij” (gościnnie Łysy Anioł, Sir Michu, Jaman) – 5:35 |

Notatki
- A^ W utworze wykorzystano sample z piosenki „Easy to Be Hard” w wykonaniu Cheryl Barnes[19].
- B^ W utworze wykorzystano sample z piosenki „Let Me Love You” w wykonaniu Teddy’ego Pendergrassa[19].
- C^ W utworze wykorzystano sample z piosenki „Close the Door” w wykonaniu Teddy’ego Pendergrassa[19].
- D^ W utworze wykorzystano sample z piosenki „Lady Love” w wykonaniu Lou Rawlsa[19].

Single
| Kalash |
| --- |
| 1. „Kalash” (Sir Michu Original Clean) 2. „Kalash” (Luxon Remix Clean) 3. „Kalash” (Dolcu Remix Clean) 4. „Kalash” (MłodyGrzech Remix Clean) 5. „Kalash” (Sir Michu Original Dirty) 6. „Kalash” (Luxon Remix Dirty) 7. „Kalash” (Dolcu Remix Dirty) 8. „Kalash” (MłodyGrzech Remix Dirty) |

| Dokąd idziesz Polsko?      |
| -------------------------- |
| 1. „Dokąd idziesz Polsko?” |

## Twórcy
Opracowano na podstawie materiału źródłowego.

- Jacek „Tede” Graniecki – rap, producent wykonawczy
- Michał „Sir Michu” Kożuchowski – produkcja muzyczna, realizacja nagrań, śpiew w utworach „Weź się nim zajmij” i „Non Omnis Moriar”
- Bartosz „Zgrywus” Deja – oprawa graficzna, rap w utworach „Przelot” i „Kocham ten styl WJ”
- Studio Asone – mastering
- First Floor Studio – zdjęcia
- Agata „Seta” Sieradzka – śpiew w utworach „Muzyka miejska”, „Wielcy ludzie” i „Superman”
- Jaman – rap w utworze „Inne Getto”, lektor w utworze „Weź się nim zajmij”
- Paweł „DJ Frodo” Drągowski – gramofony w utworze „Kocham ten styl WJ”
- Jakub „DJ Cube” Dowlaszewicz – gramofony w utworze „Muzyka miejska”
- Michał „DJ Macu” Makowski – gramofony w utworze „Mikrofon”
- Agata Malcherek – śpiew w utworze „WWR”
- Kamil „DJ Tuniziano” Sassi – gramofony w utworze „Mixtejp”
- Marcin „Łysy Anioł” Pietkiewicz – rap w utworze „Weź się nim zajmij”
- Paweł „Pezet” Kapliński – rap w utworze „Muzyka miejska”
- Leszek „Eldo” Kaźmierczak – rap w utworze „To nie film”
- Małgorzata „Wdowa” Jaworska – rap w utworze „To nie film”
- Molesta Ewenement – rap w utworze „Warszafski styl”
- Michał „Numer Raz” Witak – rap w utworze „Mixtejp”
- Łukasz „Mrozu” Mróz – śpiew w utworze „Ja mój walkman i mój N2"
- Natalia Lesz – śpiew w utworze „Glam rap”